# Pepe Marchena
Pepe Marchena, né José Tejada Martín né à Marchena (Séville), le 7 novembre 1903, mort à Séville le 4 décembre 1976 d'un cancer de l'œsophage, connu aussi sous le nom de  El Niño de Marchena, est un chanteur de flamenco espagnol, et un acteur de cinéma. Il est l'un des grands de l'ère de l'opéra flamenco, se distinguant avec des styles tels que les fandangos, les tarantas et les malagueñas

## Filmographie
- Paloma de mis amores (1935) : Premier film dans lequel intervient El Niño de Marchena, accompagné de la danseuse Ana María et du guitariste Ramón Montoya. Il a été réalisé par Eduardo Roldán pour Ediciones Cinearte, avec un scénario de Mauricio Torres et une musique de Modesto Romero et Ramón Montoya.
- María del Carmen (1935) : Deuxième film de Niño de Marchena. Réalisé par Marcel Gras et produit par HIAF, le film se déroule dans un environnement rural très typique du verger murcien, avec des interventions notables de Marchena.
- La Dolores (1940) : Version cinématographique de la zarzuela du même titre de Feliú et Codina, dans laquelle El Niño de Marchena jouait le rôle du sergent Rojas. Le film a été réalisé par Florián Rey et mettait en vedette Concha Piquer.
- Martingale (1940) : Film basé sur une œuvre de Felipe Sassone et Antonio Quintero et réalisé par Fernando Mignoni pour les studios du CEA. Avec Pepe Marchena , Lola Flores, María del Carmen, Rafael Arcos. Il obtient un succès singulier au box-office.
- Aires de Ronda (1943) - Inédit.
- La Reine maure (1955) : Tourné en couleur ferrania ( noir et blanc panchromatique 35mm ) dans les studios Chamartín pour la société de production Cervantes Films et réalisé par Raúl Alfonso, le film est une comédie basée sur une zarzuela des frères Quintero, avec la musique du maestro Serrano et les chansons de Quintero, León et Quiroga. Le casting était partagé par Pepe Marchena avec Antoñita Moreno , Miguel Ligero, Antonio Riquelme et Casimiro Hurtado. Impliquant des artistes flamenco tels que José Cepero, Alberto Vélez, Benito de Mérida, Andrés Heredia ou José Toledano.